# Perkele
Perkele significa demônio em finlandês moderno e é uma popular palavra de baixo calão.

## Origem
A palavra possui origem indo-europeia, de Perkwunos, nome reconstruído do deus do trovão. Outras divindades de culturas da mesma origem incluem Perkūnas (Lituânia),  Pērkons (Letônia), Percunis (Prússia), Piarun (Bielorrússia), Parjanya (Índia) e Perun (Bulgária, Croácia, Estônia, Polônia, Rússia, Ucrânia, Sérvia, Eslováquia e Eslovênia).
Alguns pesquisadores consideram Perkele como o nome original do deus do trovão Ukko, o deus chefe do panteão do paganismo finlandês, mas essa visão não é compartilhada por todos pesquisadores da área. Há palavras relacionadas em outras palavras de línguas fino-bálticas: em estoniano, põrgu significa inferno e em carélio perkeleh significa um demônio.

## Uso
"Perkele" possui um histórico de uso como uma maldição: um pedido por força para Deus. "Perkele" ainda é uma palavra muito utilizada no finlandês vernacular. Para um finlandês, a palavra implica maior seriedade e potências que outras maldições mais leves. Ademais, quando o Instituto de Pesquisa de Línguas Finlandesas criou um concurso para seleção da palavra mais energizante na língua finlandesa, em que uma dar justificativas era de que "é a palavra de maldição que deu a maior força para a reconstrução da Finlândia após as guerras. Em comparação, "Parom", uma forma derivada da palavra "Perun", é usada como uma maldição branda na língua eslovaca - "Do Panoma!" é quase equivalente a "perkele" em finlandês.

## Introdução do Cristianismo
Quando a Finlândia foi cristianizada, a Igreja Católica começou a demonizar as antigas divindades finlandesas. Isso levou ao uso de "perkele" como uma tradução de "demônio" na versão finlandesa da bíblia. Posteriormente, em uma tradução de 1992, a palavra foi apresentada como paholainen (o malvado).

## Usos na cultura popular
Muitas bandas finlandesas de heavy metal, como Impaled Nazarene, Norther e Pepe Deluxe, usam a palavra perkele para enfatizar e se referir à "finlandesidade", enquanto outra banda finlandesa de metal, Amorphis, possui uma canção denominada "Perkele (O Deus do Fogo)", a sexta música do álbum Eclipse.

A banda sueca Oi! Perkele foi formada em 1993 em Gotemburgo.